# 서흥군

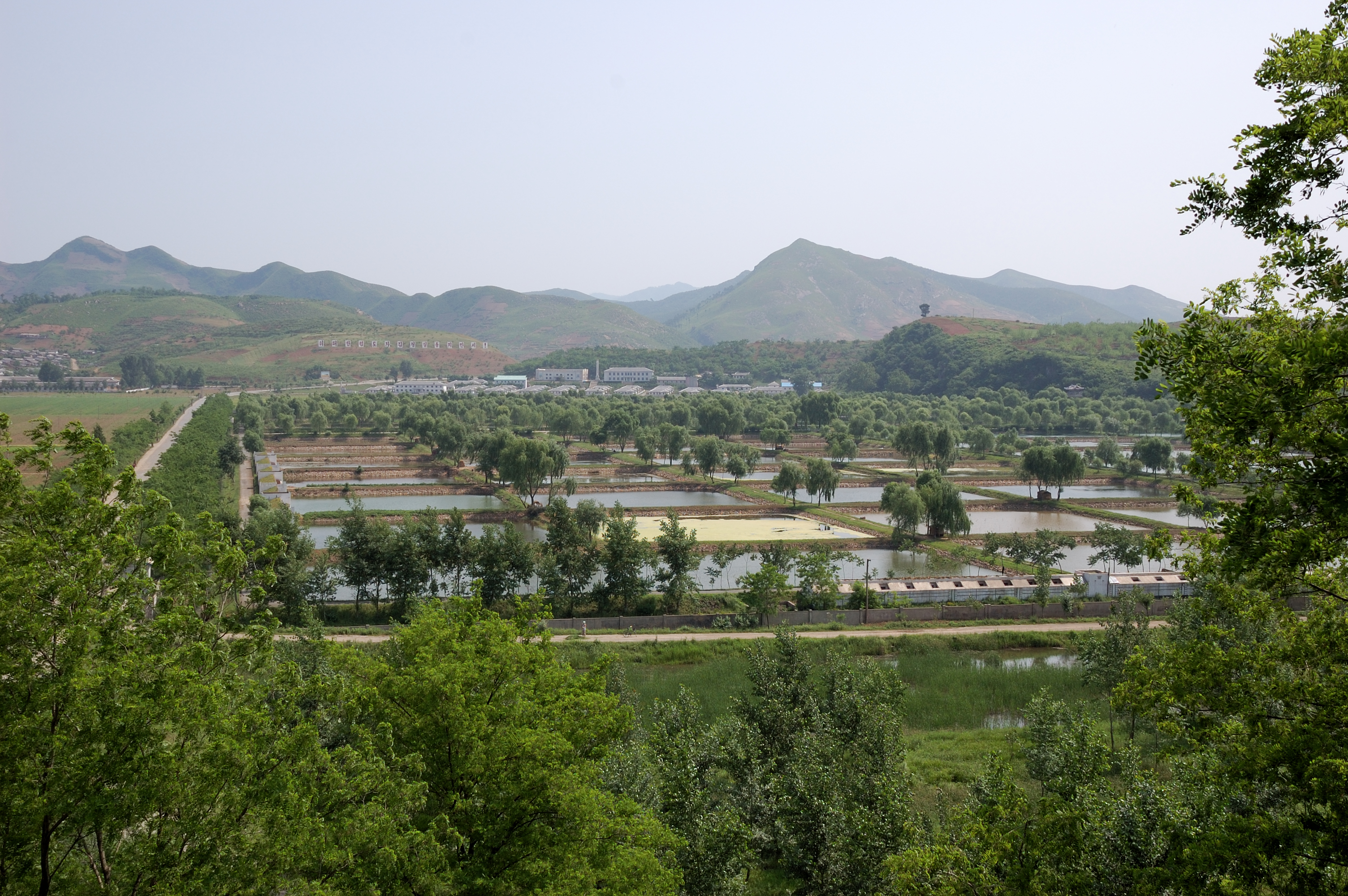
범안리양어장

서흥군(瑞興郡)은 조선민주주의인민공화국의 황해북도 중부에 위치한 군이다. 별호는 농서(隴西)이다.

## 지리
북쪽은 연탄군과 수안군, 서쪽은 봉산군, 남쪽은 린산군과 평산군, 동쪽은 신계군으로 둘러싸여 있다. 서남쪽 봉산군과의 경계에는 서흥호가 있다.
기호지방과 관서지방을 나누는 멸악산맥의 북쪽 사면이 서흥군의 남쪽을 차지한다. 신막 인근은 석회암 카르스트 지형이 발달해 있다. 

## 역사
| Daedongyeojido (Gyujanggak) 10-05.jpg | Daedongyeojido (Gyujanggak) 10-04.jpg |
| Daedongyeojido (Gyujanggak) 11-05.jpg | Daedongyeojido (Gyujanggak) 11-04.jpg |

해방전의 서흥군은 12개 면과 101개 리로 구성됐다.
- 1943년 10월 1일 - 신막면을 신막읍(新幕邑)으로 승격하였다.[2]
- 1952년 12월 - 신막면, 매양면, 룡평면, 률리면, 서흥면과 목감면의 6개 리, 구포면의 5개 리를 합병해 서흥군(서흥읍, 24개 리)을 구성했다.
- 1989년 2월 - 삼천리, 수곡리, 은정리를 봉산군에 편입시켰다.

## 행정 구역
1읍 20리가 현재 있다.
- 서흥읍 (瑞興邑)
- 남한리 (南漢里)
- 거문리 (巨門里)
- 가창리 (加倉里)
- 락촌리 (洛村里)
- 양사리 (陽射里)
- 청포리 (靑浦里)
- 화봉리 (花峯里)
- 송월리 (松月里)
- 신당리 (新塘里)
- 운천리 (雲川里)
- 자작리 (自作里)
- 화곡리 (花谷里)
- 고성리 (古城里)
- 백암리 (白岩里)
- 범안리 (泛雁里)
- 봉하리 (鳳下里)
- 금릉리 (金陵里)
- 문무리 (文武里)
- 대평리 (大坪里)
- 양암리 (陽岩里)